# Cestrotus striatus
Cestrotus striatus är en tvåvingeart som beskrevs av Friedrich Georg Hendel 1910. Cestrotus striatus ingår i släktet Cestrotus och familjen lövflugor. Inga underarter finns listade i Catalogue of Life.